# Христианские конгрегации Бразилии
Христианские конгрегации Бразилии (порт. Congregação Cristã no Brasil) — христианская пятидесятническая церковь, базирующаяся в Бразилии. В 2005 году насчитывала 3,5 млн прихожан в 19 тыс. общинах из 60 стран мира. Штаб-квартира движения находится в Сан-Паулу.

## История
Церковь была основана американским миссионером итальянского происхождения Луиджи Франческоном (1866—1964). Франческон, родившийся в небольшой деревни на севере Италии, эмигрировал в США в 1890 году и поселился в Чикаго. Здесь он перешёл в пресвитерианскую церковь, а в 1907 году, после личной встречи с Уильямом Дархэмом, принял пятидесятничество. В 1909 году Франческон выехал на миссию в Аргентину, а в 1910 году прибыл в Бразилию.
В Бразилии миссионер Луиджи Франческон начал проповедь среди итальянских колоний и основал пятидесятнические общины в Санту-Антониу-да-Платина и Сан-Паулу. Первыми прихожанами были баптисты, пресвитериане, методисты и католики. После приобретения первого церковного здания в Сан-Паулу, общины объединились в союз Христианских конгрегации Бразилии. До 1930-х годов прихожанами церкви были преимущественно итальянцы. Церковь вела широкую работу среди бывших заключённых, наркоманов и проституток, занимаясь социальной реабилитацией и трудоустройством.
С 1950-х годов церковь ведёт миссионерское служение за пределами Бразилии. На сегодняшний день самые крупные филиалы церкви расположены в Мозамбике (369 общин), Парагвае (248 общин), Португалии (145 общин), Аргентине (92 общины), Испании (74 общины и 3 тыс. прихожан).
В самой Бразилии насчитывается 16 тыс. церквей и свыше 3 млн прихожан. В ходе переписи населения свою принадлежность данной церкви обозначили 2,3 млн человек. В агломерации Сан-Паулу проживает 0,5 млн верующих Христианских конгрегаций Бразилии.

## Вероучение и практика

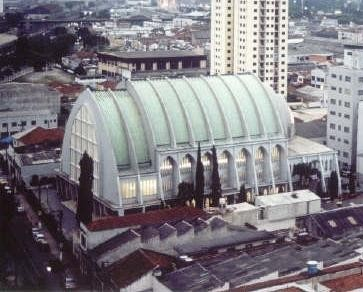
Храм Христианских конгрегаций Бразилии в Сан-Паулу

Христианские конгрегации Бразилии — протестантская церковь, относящаяся к пятидесятникам двух благословений. В 1927 году на встрече итальянских пятидесятнических церквей в США были выработаны 13 доктрин, которые стали официальным символом веры церкви. Христианские конгрегации признают непогрешимость Библии, триединство Бога и божественность Христа, крещение Духом Святым. Среди таинств проводится крещение и причастие.
В храмах Христианских конгрегаций Бразилии мужчины и женщины сидят раздельно. Во время богослужения женщины покрывают голову платком. В церкви широко распространено использование музыкальных оркестров. Служение церкви поддерживается добровольными и анонимными пожертвованиями. При встречи, верующие традиционно приветствуют друг друга словами «мир Божий» и поцелуем в щеку. Руководство церкви неоднократно заявляло об аполитичности деноминации.